# إميليو بوباديلا
إميليو بوباديلا (بالإسبانية: Emilio Bobadilla) (24 يونيو 1862، كارديناس في كوبا - 1921، بياريتز في فرنسا)؛ كاتب، صحفي، شاعر، مؤلف وروائي كوبي-إسباني.